# (114024) Scotkleinman
(114024) Scotkleinman est un astéroïde de la ceinture principale.

## Description
(114024) Scotkleinman est un astéroïde de la ceinture principale. Il fut découvert le 30 octobre 2002 à l'observatoire d'Apache Point par le programme Sloan Digital Sky Survey. Il présente une orbite caractérisée par un demi-grand axe de 2,77 UA, une excentricité de 0,09 et une inclinaison de 8,3° par rapport à l'écliptique.

## Compléments